# 가섭산
가섭산 또는 가엽산(迦葉山)은 대한민국 충청북도 음성군 음성읍과 충주시 신니면에 걸쳐 위치한 산이다. 정상에는 봉수대가 있었으나 지금은 흔적을 찾기 어렵다.

## 방송 송신 시설
| 디지털TV  |                     |           |                      |      |                                                  |
| 가상채널  | 방송국명            | 호출부호  | 물리채널             | 출력 | 가시청권                                         |
| CH 6-1    | CJB DTV             | HLDR-DTV  | CH 43                | 2㎾  | 충주, 제천 일부, 음성 일부, 이천 일부, 여주 일부 |
| CH 7-1    | KBS충주 DTV2        | HLQF-DTV  | CH 47                | 2㎾  | 충주, 제천 일부, 음성 일부, 이천 일부, 여주 일부 |
| CH 9-1    | KBS충주 DTV1        | HLCH-DTV  | CH 39                | 2㎾  | 충주, 제천 일부, 음성 일부, 이천 일부, 여주 일부 |
| CH 10-1   | EBS 1TV             | HLQL-DTV  | CH 49                | 2㎾  | 충주, 제천 일부, 음성 일부, 이천 일부, 여주 일부 |
| CH 10-2   | EBS 2TV             | HLQL-DTV  | CH 49                | 2㎾  | 충주, 제천 일부, 음성 일부, 이천 일부, 여주 일부 |
| CH 11-1   | MBC충북 충주 DTV    | HLAO-DTV  | CH 40                | 2㎾  | 충주, 제천 일부, 음성 일부, 이천 일부, 여주 일부 |
| FM라디오  |                     |           |                      |      |                                                  |
| 채널      | 방송국명            | 호출부호  |                      | 출력 | 가시청권                                         |
| 88.7㎒    | MBC충북 충주 FM4U   | HLAO-FM   |                      | 3㎾  | 충주, 제천 일부, 음성 일부, 이천 일부, 여주 일부 |
| 92.1㎒    | KBS충주 제1라디오   | HLCH-SFM  |                      | 1㎾  | 충주, 제천 일부, 음성 일부, 이천 일부, 여주 일부 |
| 96.1㎒    | MBC충북 충주 라디오 | HLAO-SFM  |                      | 1㎾  | 충주, 제천 일부, 음성 일부, 이천 일부, 여주 일부 |
| 97.9㎒    | CJB JOY FM          | HLDR-FM   |                      | 500W | 충주, 제천 일부, 음성 일부, 이천 일부, 여주 일부 |
| 100.3㎒   | KBS충주 음악FM      | HLCH-FM   |                      | 3㎾  | 충주, 제천 일부, 음성 일부, 이천 일부, 여주 일부 |
| 104.1㎒   | EBS FM              | HLQL-FM   |                      | 3㎾  | 충주, 제천 일부, 음성 일부, 이천 일부, 여주 일부 |
| 106.7㎒   | 청주불교방송        | HLDJ-FM   |                      | 300W | 충주, 제천 일부, 음성 일부, 이천 일부, 여주 일부 |
| 지상파DMB |                     |           |                      |      |                                                  |
| 앙상블명  | 방송국명            | 호출부호  | 채널(주파수)         | 출력 | 가시청권                                         |
| myMBC     | my MBC 11           | HLCQ-TDMB | CH 11-A (199.280MHz) | 2kW  | 충주, 제천 일부, 음성 일부, 이천 일부, 여주 일부 |
| U-KBS     | KBS STAR            | HLKI-TDMB | CH 11-B (201.008MHz) | 2kW  | 충주, 제천 일부, 음성 일부, 이천 일부, 여주 일부 |
| U-KBS     | HD KBS STAR         | HLKI-TDMB | CH 11-B (201.008MHz) | 2kW  | 충주, 제천 일부, 음성 일부, 이천 일부, 여주 일부 |
| U-KBS     | KBS HEART           | HLKI-TDMB | CH 11-B (201.008MHz) | 2kW  | 충주, 제천 일부, 음성 일부, 이천 일부, 여주 일부 |
| U-KBS     | KBS MUSIC           | HLKI-TDMB | CH 11-B (201.008MHz) | 2kW  | 충주, 제천 일부, 음성 일부, 이천 일부, 여주 일부 |

## 이름의 유래
부처님 10대 제자의 한사람 가섭에서 유래된 것으로 보인다. 한자로는 迦葉이라고 표기하는데 이는 '가엽' 또는 '가섭'으로 읽힐 수 있다. 충주 신니면 주민들은 한자 음대로 '가엽산'으로 불러야 한다고 주장하는 반면 음성지역 주민들은 '가섭산'이 맞다고 말하고 있다.
지상파 방송 송출시설은 '가엽산'으로 표기하고 있다.

## 같이 보기
- 한국의 산 목록
- 포털:대한민국